# Voorloop (volksgeloof)
Voorloop is in het volksgeloof het gebeuren van dingen voordat ze daadwerkelijk plaatsvinden. Ze zijn zichtbaar en hoorbaar voor mensen met het tweede gezicht, maar ook wel voor anderen. Er wordt beweerd dat onder meer mensen met de helm geboren, ze moeten zien.
Om de voorloop te bewijzen, bestaan er vele volksverhalen die gaan over zonderlinge geschiedenissen, die men dus van tevoren heeft gezien, zoals het zien van een zwart en een wit paard bij een begrafenis. Ook moet men volgens de sage bij nacht nooit midden op de weg lopen, want als je een voorloop zou ontmoeten, word je van de weg afgeschoven. Eveneens wordt verteld dat de muren van een huis warm zijn, wanneer men de voorloop van een brand ziet. In de volksverhalen vertelt men ook dat men de werkzaamheden aan onder meer kanalen van tevoren heeft horen verrichten. Op plaatsen waar later een kanaal gegraven zou worden, zag men van tevoren zeilende schepen.
Ook dieren, zoals paarden, zien volgens de verhalen voorlopen. Zij gaan dan niet verder op een weg en worden schichtig.